# Lista de províncias e territórios do Canadá por expectativa de vida
Mapa das províncias e territórios do Canadá por expectativa de vida em 2015.
Legenda:

Mapa das províncias e territórios do Canadá por expectativa de vida em 2015.Legenda:
> 83
83 - 81
81 - 78
78 - 75
< 75

Este anexo contém uma lista de províncias e territórios do Canadá por expectativa de vida e o índice da mesma. A expectativa de vida é o número médio de anos de idade que um grupo de indivíduos nascidos no mesmo ano pode esperar viver, se mantido, desde o seu nascimento. Os dados são do relatório de pesquisa CSLS do ano de 2017 com resultados para o ano de 2015 e anteriores.

## Expectativa de vida
| Posição                         | Posição                                  | Província ou Território  | Expectativa de vida em anos | Expectativa de vida em anos | Expectativa de vida em anos              | País comparável a expectativa de 2015 |
| Posição nas estimativas de 2015 | Mudança em relação aos dados 2009 a 2015 | Província ou Território  | Estimativas de 2015         | Estimativas de 2009         | Mudança em relação aos dados 2009 a 2015 | País comparável a expectativa de 2015 |
| ------------------------------- | ---------------------------------------- | ------------------------ | --------------------------- | --------------------------- | ---------------------------------------- | ------------------------------------- |
| 1                               | Estável                                  | Colúmbia Britânica       | 83.6                        | 82.3                        | 1.3                                      | Japão                                 |
| 2                               | Estável                                  | Ontário                  | 83.0                        | 81.7                        | 1.3                                      | Singapura                             |
| 2                               | (1)                                      | Quebec                   | 83.0                        | 81.5                        | 1.5                                      | Singapura                             |
| —                               | —                                        | Canadá                   | 82.6                        | 81.4                        | 1.2                                      | —                                     |
| 4                               | Estável                                  | Alberta                  | 81.7                        | 80.8                        | 0.9                                      | Noruega                               |
| 5                               | Estável                                  | Nova Escócia             | 81.2                        | 80.2                        | 1.0                                      | Reino Unido                           |
| 6                               | (1)                                      | Ilha do Príncipe Eduardo | 81.1                        | 79.9                        | 1.2                                      | Bélgica                               |
| 7                               | (1)                                      | Novo Brunswick           | 80.9                        | 80.1                        | 0.8                                      | Grécia                                |
| 8                               | (1)                                      | Terra Nova e Labrador    | 80.3                        | 79.4                        | 0.9                                      | Chile                                 |
| 9                               | (1)                                      | Saskatchewan             | 80.2                        | 79.7                        | 0.5                                      | Chile                                 |
| 10                              | Estável                                  | Manitoba                 | 79.9                        | 79.3                        | 0.6                                      | Estados Unidos                        |
| 11                              | Estável                                  | Territórios do Noroeste  | 78.0                        | 77.4                        | 0.6                                      | Croácia                               |
| 12                              | Estável                                  | Yukon                    | 77.5                        | 76.7                        | 0.8                                      | Polónia                               |
| 13                              | Estável                                  | Nunavut                  | 72.9                        | 71.6                        | 1.3                                      | Líbia                                 |

## Índice de expectativa de vida
| Posição                         | Província ou Território  | Índice de expectativa de vida |
| Posição nas estimativas de 2015 | Província ou Território  | Estimativas de 2015           |
| ------------------------------- | ------------------------ | ----------------------------- |
| 1                               | Colúmbia Britânica       | 0,972                         |
| 2                               | Ontário                  | 0,962                         |
| 2                               | Quebec                   | 0,962                         |
| —                               | Canadá                   | 0,957                         |
| 4                               | Alberta                  | 0,943                         |
| 5                               | Nova Escócia             | 0,935                         |
| 6                               | Ilha do Príncipe Eduardo | 0,933                         |
| 7                               | Novo Brunswick           | 0,931                         |
| 8                               | Terra Nova e Labrador    | 0,921                         |
| 9                               | Saskatchewan             | 0,920                         |
| 10                              | Manitoba                 | 0,915                         |
| 11                              | Territórios do Noroeste  | 0,886                         |
| 12                              | Yukon                    | 0,878                         |
| 13                              | Nunavut                  | 0,808                         |